# 音速パンチ
「音速パンチ」（おんそくパンチ）は、2006年2月22日に発売されたCoccoの12枚目のシングルである。発売元はビクターエンタテインメント。

## 概要
- Cocco名義での音楽活動を再開して最初にリリースされたシングルである。前作「焼け野が原」以来5年ぶりのリリースとなった。
- 初回限定版には、「音速パンチ」のPVが収録されているDVDが封入されている。PV監督は井上哲央。
- 前作までは作詞・作曲のクレジットが平仮名の「こっこ」であったが、本作からは「Cocco」となっている。

## 収録曲
（全作詞・作曲：Cocco）
1. 音速パンチ（4:52）
  - 編曲：根岸孝旨
2. どしゃ降り夜空（4:55）
  - 編曲：長田進
3. 流星群（4:59）
  - 編曲：根岸孝旨

## 収録アルバム
音速パンチ
- オリジナル『ザンサイアン』（2006年6月21日）
- ベスト『ザ・ベスト盤』（2011年8月15日）

流星群
- ベスト『ザ・ベスト盤』（2011年8月15日）

## テレビ出演
音速パンチ
- 2006年3月3日　テレビ朝日系「ミュージックステーション」

流星群
- 2006年3月31日　テレビ朝日系「ミュージックステーション」